# Монклю (Верхние Альпы)
Монклю́ (фр. и окс. Montclus) — коммуна во Франции, находится в регионе Прованс — Альпы — Лазурный Берег. Департамент коммуны — Верхние Альпы. Входит в состав кантона Сер. Округ коммуны — Гап.
Код INSEE коммуны — 05081.

## Население
Население коммуны на 2008 год составляло 50 человек.
| 1962 | 1968 | 1975 | 1982 | 1990 | 1999 | 2008 |
| ---- | ---- | ---- | ---- | ---- | ---- | ---- |
| 22   | 47   | 40   | 46   | 45   | 48   | 50   |

## Экономика
В 2007 году среди 25 человек в трудоспособном возрасте (15—64 лет) 19 были экономически активными, 6 — неактивными (показатель активности — 76,0 %, в 1999 году было 66,7 %). Из 19 активных работали 16 человек (9 мужчин и 7 женщин), безработных было 3 (1 мужчина и 2 женщины). Среди 6 неактивных 2 человека были учениками или студентами, 3 — пенсионерами, 1 был неактивным по другим причинам.

## Фотогалерея

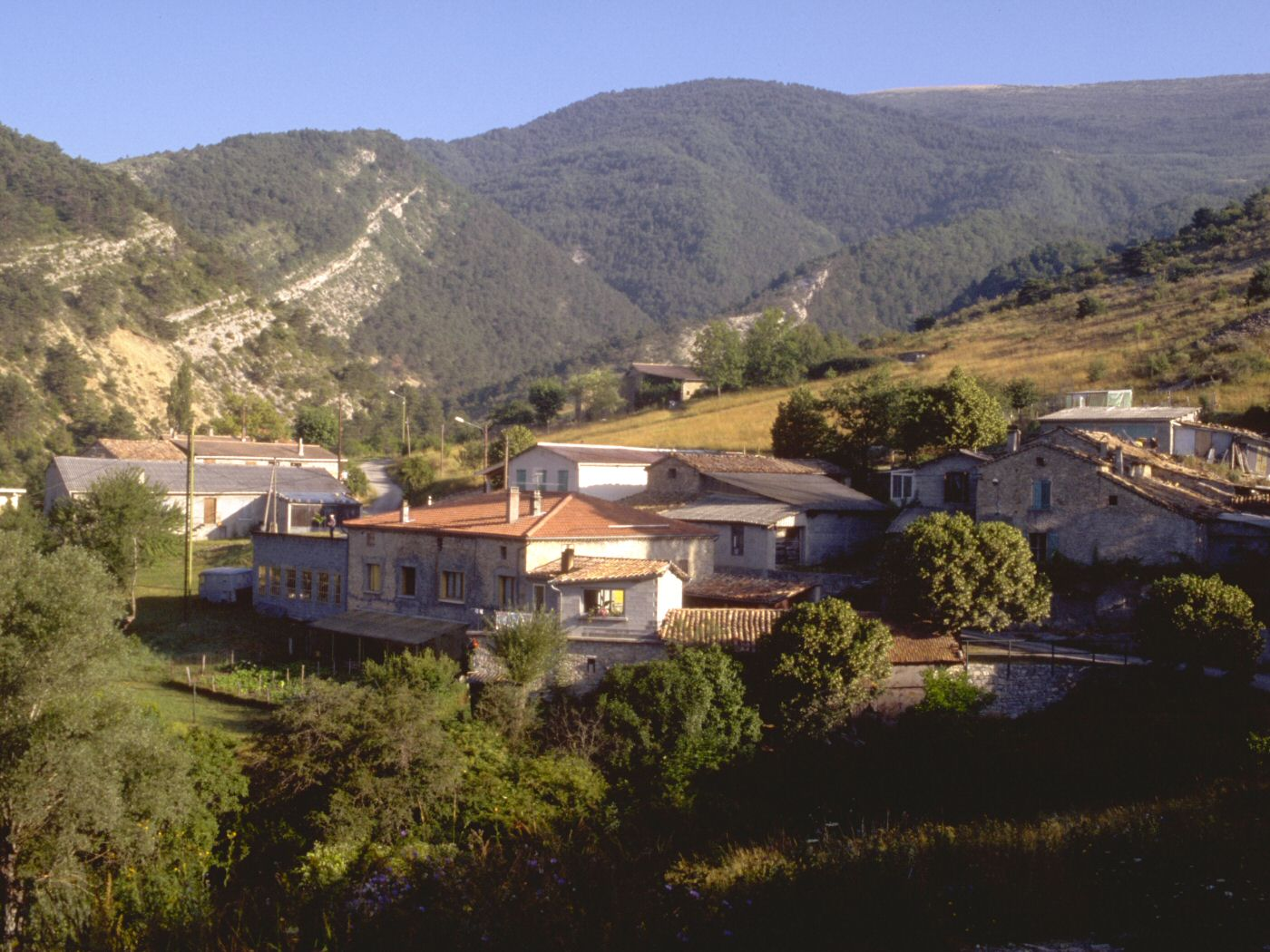
Деревня Шам-дю-Мёнье
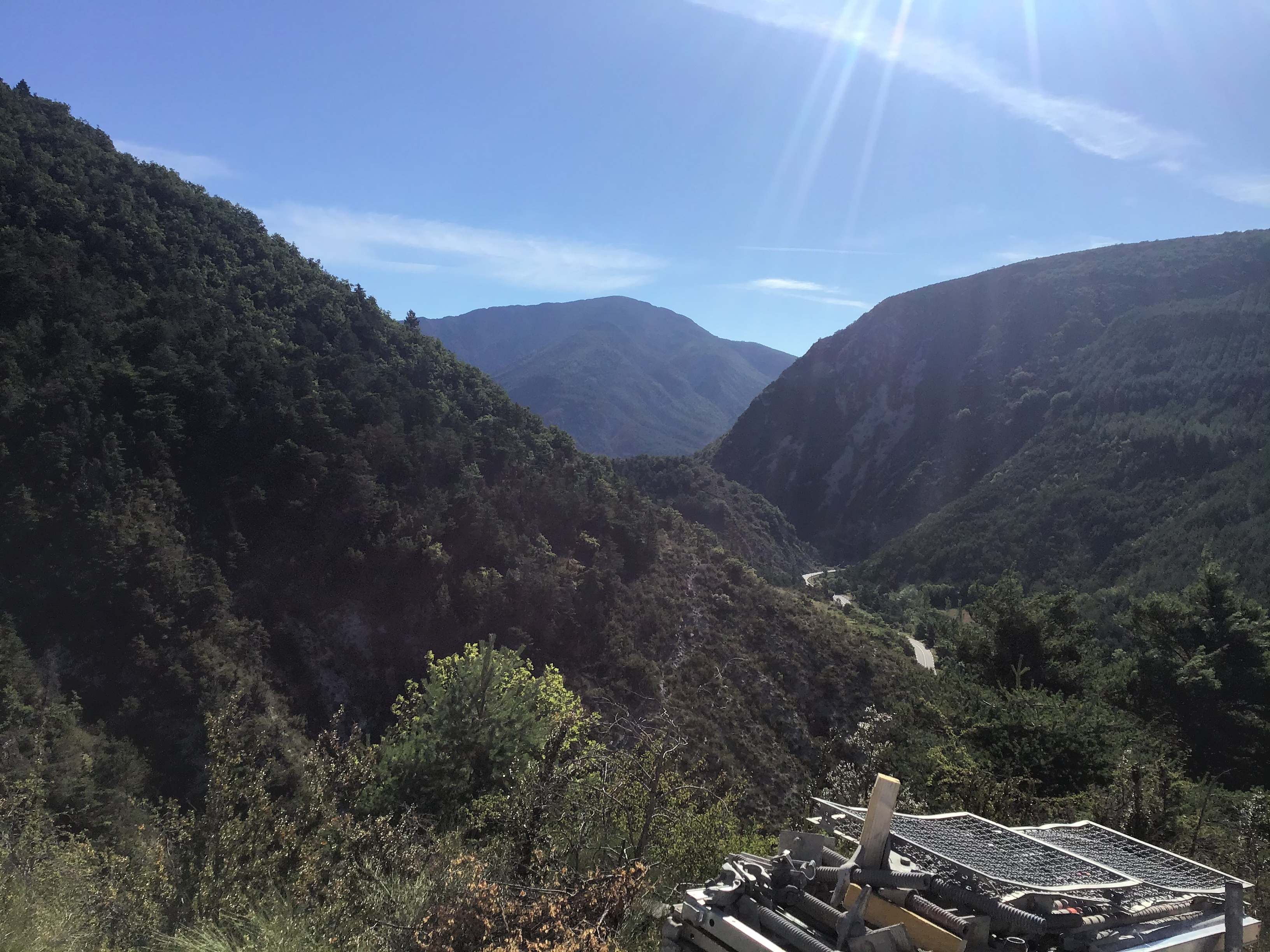
Перегон овец на пастбище
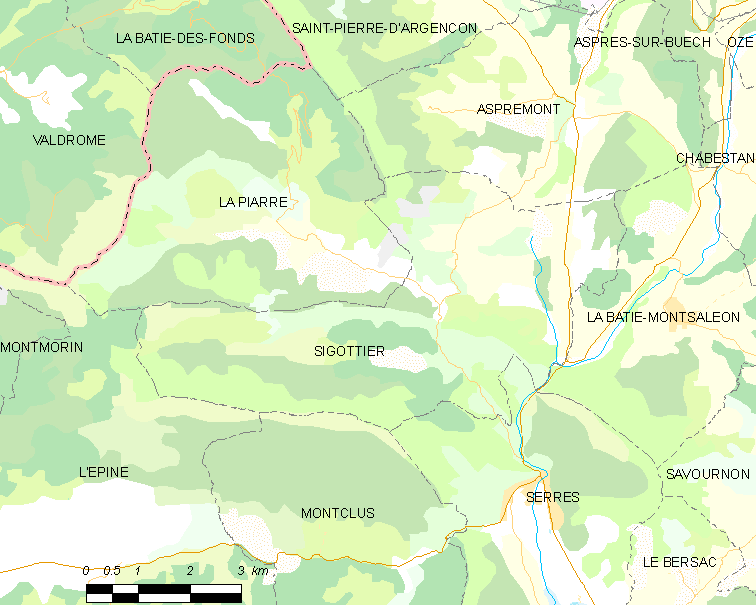
Карта коммуны